# Jocelyn Angloma
Jocelyn Angloma, född 7 augusti 1965 i Les Abymes, är en fransk före detta fotbollsspelare (mittback).

## Klubbkarriär
Angloma spelade sin första professionella fotbollsmatch 1985 med Rennes. Fram till mitten av 1990-talet representerade han de franska klubbarna Lille, Paris Saint-Germain och Marseille. Med Marseille vann han franska ligan 1992 och Champions League 1993. 
1994 flyttade han sedan till Italien och Torino FC. Efter en säsong i Inter 1996-1997 då han spelade final i UEFA-cupen flyttade han vidare till Spanien och Valencia. Mellan 1997 och 2002 spelade Angloma 120 ligamatcher och gjorde 5 mål för den spanska klubben. Han hann med att vinna Copa del Rey (1999) och spanska ligan (2002) och spela två finaler i Champions League (2000 och 2001) innan han flyttade till Guadeloupe 2006. Han avslutade sin karriär 2007 i klubben L'Etoile de Morne-à-l'Eau i Guadeloupe.

## Landslagskarriär
Angloma debuterade i det franska landslaget 1990 och spelade 37 landskamper och gjorde 1 mål innan han slutade i landslaget 1996. Han deltog i Frankrikes lag i EM 1992 och EM 1996. 2006 debuterade Angloma i Guadeloupes landslag.